# Patrick Bellenbaum
Patrick Bellenbaum (* 28. April 1974 in Oberhausen) ist ein ehemaliger deutscher Hockeyspieler. Er war 1998 Weltmeisterschaftsdritter und 1995 Europameister im Freien.  

## Sportliche Karriere
Bellenbaum war mit der deutschen Mannschaft 1992 Dritter bei der Junioreneuropameisterschaft. Im Jahr darauf siegte Bellenbaum mit der deutschen Mannschaft bei der Juniorenweltmeisterschaft. 
Bei der Weltmeisterschaft 1994 in Sydney unterlag die deutsche Mannschaft im Halbfinale der Mannschaft Pakistans mit 3:5 im Penaltyschießen. Im Spiel um den dritten Platz siegte die australische Mannschaft mit 5:2 gegen die Deutschen. Bellenbaum kam in allen sieben Spielen zum Einsatz und erzielte in der Vorrunde ein Tor. Seine erste internationale Medaille im Erwachsenenbereich gewann der Mittelfeldspieler bei der Europameisterschaft 1995 in Dublin. Nachdem die deutsche Mannschaft trotz einer Niederlage gegen England ihre Vorrundengruppe gewonnen hatte, traf sie im Finale auf die niederländische Mannschaft. Nach der Verlängerung stand es 2:2 und die Deutschen gewannen das Penaltyschießen mit 9:8.
1996 trat Bellenbaum mit der deutschen Mannschaft bei den Olympischen Spielen 1996 in Atlanta an. Die deutsche Mannschaft belegte in der Vorrunde den zweiten Platz hinter den Spaniern. Nach einer 1:3-Niederlage im Halbfinale gegen die Niederländer unterlag die deutsche Mannschaft im Spiel um die Bronzemedaille den Australiern mit 2:3. Bellenbaum erzielte sein einziges Tor des Turniers im Vorrundenspiel gegen Argentinien. Bei der Weltmeisterschaft 1998 in Utrecht gewann die deutsche Mannschaft ihre Vorrundengruppe vor den Niederländern. Im Halbfinale verloren die Deutschen mit 0:3 gegen die Spanier. Im Spiel um Bronze trafen die Deutschen wie 1996 auf die australische Mannschaft und gewannen mit 1:0 durch eine von Björn Michel verwandelte Strafecke. Nach 135 Länderspielen endete 1999 die internationale Karriere von Patrick Bellenbaum.
Patrick Bellenabum spielte für Uhlenhorst Mülheim, 1994, 1995 und 1997 wurde Bellenbaum mit Mülheim Deutscher Meister im Feldhockey, 1999 folgte ein weiterer Titel mit dem Hamburger Club an der Alster.
Nach dem Abschluss seines Mathematik-Studiums wurde Bellenbaum Unternehmensberater. Er ist mit der Hockeyspielerin Susanne Müller verheiratet.